# Marsdenia dracontea
Marsdenia dracontea là một loài thực vật có hoa trong họ La bố ma. Loài này được (E. Fourn.) W. Rothe mô tả khoa học đầu tiên năm 1915.